# Hospital Restinga e Extremo-Sul
O Hospital Restinga e Extremo-Sul (HRES), oficialmente Hospital Restinga e Extremo-Sul Eva Laurencio Valladares, é um hospital de média complexidade de Porto Alegre, capital do estado brasileiro do Rio Grande do Sul. Está situado na Avenida João Antônio Silveira, n° 3700, no bairro Restinga, sendo o único da região extremo-sul do município.
A estrutura do HRES compreende: unidades de pronto atendimento, diagnóstico e internação adulto e pediátrica, além de UTIs para adulto; um centro de especialidades médicas (infectologia, medicina interna, urologia, cirurgia e traumatologia); um centro cirúrgico (com quatro salas); e uma Escola de Gestão em Saúde. Abriga um total de 111 leitos de internação, bem como 48 leitos de observação.

## História
Concebido em novembro de 2009, o hospital foi fruto de uma parceria público-privada entre o Hospital Moinhos de Vento (HMV) e o Ministério da Saúde, através do Programa de Apoio ao Desenvolvimento Institucional do Sistema Único de Saúde (Proadi-SUS), estabelecido pela Lei Federal nº 12.101 daquele ano. Os recursos para o projeto vieram por meio de isenções fiscais ao HMV, com o fim de desenvolver e aprimorar um sistema regional de saúde para atender a população da região do extremo-sul de Porto Alegre, historicamente carente de atendimento médico.
As obras iniciaram-se em março de 2010, e o Hospital foi inaugurado em julho de 2014. O seu complexo totaliza 19.148 m² de área construída e tem projeto arquitetônico marcado pela sustentabilidade.
Em agosto de 2018, com o fim do contrato de administração pelo Moinhos de Vento, a gestão do Hospital Restinga foi cedida para a Associação Hospitalar Vila Nova (AHVN), vencedora de uma licitação de ampliação de serviços da Secretaria Municipal de Saúde.